# رقص شرقي
الرقص الشرقي (بالإنجليزية: Belly Dance) هو نوع من الرقص نشأ في مصر القديمة. يتميز بحركات الوركين والجذع. تطور هذا النوع من الرقص ليأخذ العديد من الأشكال المختلفة بحسب البلد والمنطقة سواء في أسلوب الأزياء أو الرقص. الأنماط والأزياء المصرية هي الأكثر شهرة في جميع أنحاء العالم بسبب الصورة التي قدمتها السينما المصرية. يحظى الأسلوب المصري بالألحان المصرية التقليدية بشعبية في جميع أنحاء العالم إذ تمارسه اليوم العديد من المدارس حول العالم.

## التسمية
الرقص الشرقي هو ترجمة للمصطلح الفرنسي danse du ventre. ظهر الاسم لأول مرة في عام 1864 في نقد لأحد الأعمال الفنية الاستشراقية بعنوان "رقصة ألميه" لجان ليون جيروم.
استخدمت عبارة "الرقص الشرقي" في الأصل باللغة الإنجليزية للإشارة إلى الراقصين الشرق أوسطيين الذين ظهروا في معرض يونيفرسال في باريس عام 1893.
يُعرف الشكل الاجتماعي غير الرسمي للرقص باسم الرقص البلدي ويُنظر إليه على أنه هو الرقص الأصلي. الرقص المصري (والمعروف غالبًا باسم الرقص الشرقي) هو مجموعة كبيرة من أساليب الرقص الاحترافي التي تشمل أنماط الرقص الشرقي المعروفة اليوم مثل الرقص الصعيدي، والغوازي، ورقص العوالم.
الرقص الشرقي هو في الغالب رقص مدفوع بالجذع مع التركيز على مفاصل الورك. وعلى عكس العديد من تقاليد الرقص الغربية ينصب تركيز الرقص الشرقي على عزل عضلات الجذع بدلاً من حركات الأطراف في الهواء. قد تبدو هذه العزلات مشابهة لتلك المستخدمة في باليه الجاز إلا أنها تتحرك أحيانًا بشكل مختلف ولها معنى أو تركيز مختلف.

## تاريخ

### الأصل

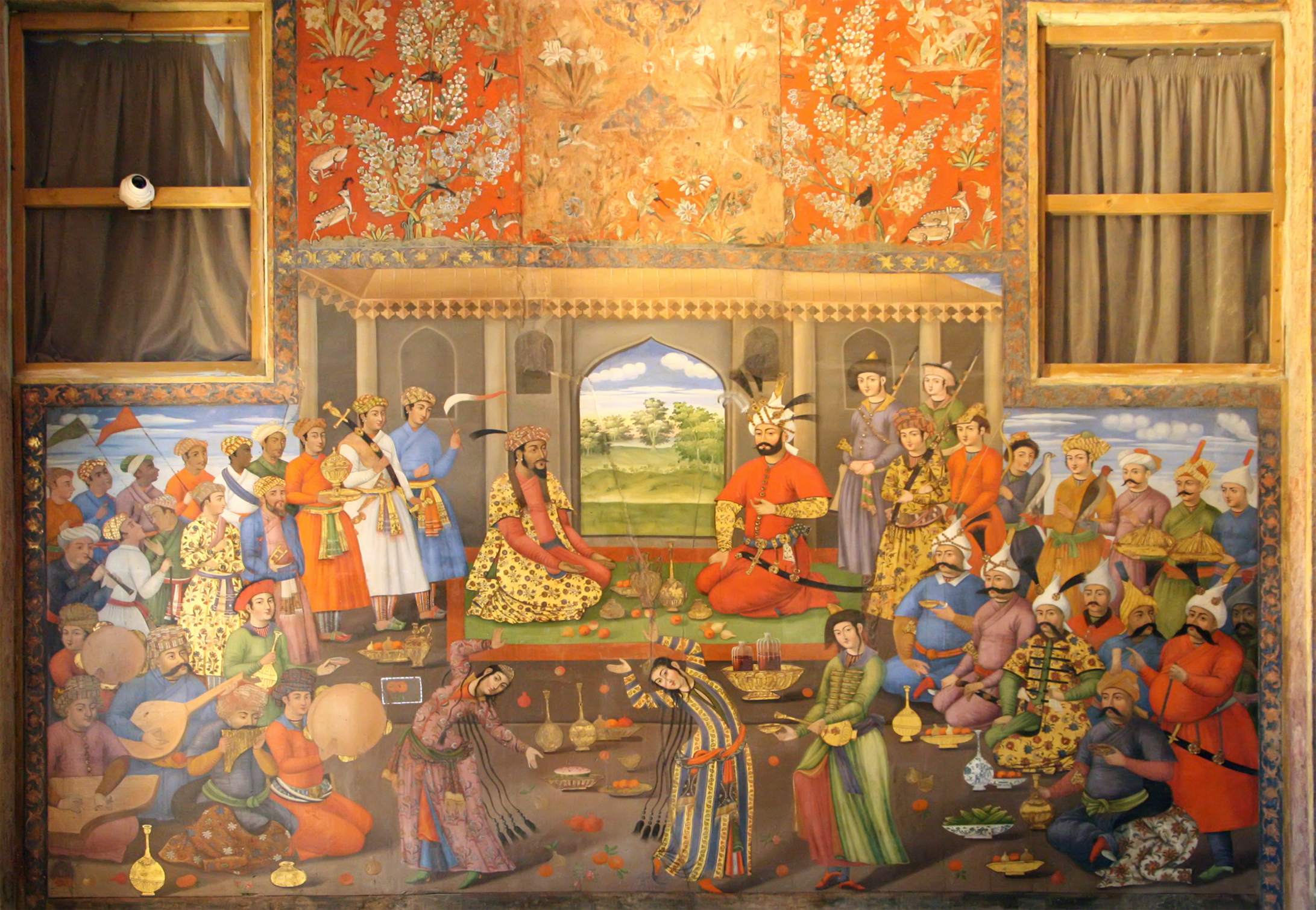
لوحة جدارية للقاء بين الشاه طهماسب الأول والإمبراطور المغولي همايون في إيران، ويطهر في اللوحة نساء يرقصن فيما يشبه الرقص الشرقي.

يعتقد أن الرقص الشرقي نشأ في الشرق الأوسط. وصف العديد من المؤرخين اليونانيين والرومان بما في ذلك جوفينال ومارتيال الراقصين من آسيا الصغرى وإسبانيا باستخدامهم لحركات متموجة واستعمال الصنجات ووالرقص على الأرض مع "الافخاذ المرتعشة" ، وهي الأوصاف التي توحي بالتأكيد بالحركات التي ترتبط اليوم بالرقص الشرقي. لاحقًا ولا سيما في القرنين الثامن عشر والتاسع عشر، كتب الرحالة الأوروبيون للشرق الأوسط مثل إدوارد لين وجوستاف فلوبير كثيرًا عن الراقصين الذين رأوهم كالعوالم والغوازي في مصر.
يشير أندرو هاموند في كتابه إلى أن الخبراء في هذا المجال والراقصون الشرقيون عمومًا يتفقون على ان الرقص الشرقي متأصل في الثقافة المصرية، حيث يقول: «ذكر المؤرخ اليوناني هيرودوت قدرة المصريين الرائعة على خلق متعة عفوية وغناء وتصفيق والرقص في قوارب على نهر النيل خلال العديد من المهرجانات الدينية، من مكان ما في هذا التقليد العريق والقديم من البهجة ظهر الرقص الشرقي».
في الإمبراطورية العثمانية، كانت الرقص الشرقي تؤديه النساء في قصر السلطان ثم الصبية في وقت لاحق.

### السياق الاجتماعي
للرقص الشرقي في مصر سياقين اجتماعيين متميزين: رقص شعبي أو رقص اجتماعي. يؤدى الرقص الشرقي (المعروف أيضًا باسم الرقص البلدي أو الرقص الشعبي في هذا السياق) في الاحتفالات والمناسبات الاجتماعية من قبل الناس العاديين (ذكورًا وإناثًا ، صغارًا وكبارًا) في ملابسهم العادية. في المجتمعات الأكثر محافظة أو تقليدية قد تكون هذه الحفلات منفصلة بين الجنسين، مع وجود قاعات منفصلة يرقص فيها الرجال والنساء بشكل منفصل.
تاريخياً، كان فناني الرقص المحترفين هم العوالم (الموسيقيون والشعراء بشكل أساسي) والغوازي. ولعل الأخوات مازن هم آخر الفنانين لرقص الغوازي الأصيل في مصر، إذ لا تزال خيرية مازن تدرس الرقص الشرقي وكيفية أداءه منذ عام 2020. الرقص الشرقي جزء من الثقافة المصرية، وله تأثير هائل على الثقافة العربية. يرتبط الرقص الشرقي في جميع أنحاء الشرق الأوسط والشتات العربي ارتباطًا وثيقًا بالموسيقى العربية الكلاسيكية الحديثة المعروفة باسم "الجديد".

## انتشاره عالمياً
ينتشر هذا الرقص بشكل خاص في مصر، تركيا، لبنان.
يسمى الرقص الشرقي باللغة الإنجليزية البريطانية بيللي دانس (بالإنجليزية: Belly Dance) أو أورينتال دانس (بالإنجليزية: oriental dance) ويسمى باللهجة الأمريكية ميدل إيسترن دانس (بالإنجليزية: Middleastern Dance). كانت أولى دلالة للرقص العربي في اللغة الإنجليزية عام 1899. بعد أن أخذت من الاسم الفرنسي للرقص الشرقي (بالفرنسية: danse du ventre).
وينتشر حالياً في أوروبا وأمريكا بمدارس مختصة لتعليم الرقص الشرقي الذي يلقى رواجاً بين الشبان.

## راقصات مشهورات
- بديعة مصابني
- دليلة
- دينا
- فيفي عبده
- اوزل توركباش[الإنجليزية]
- نادية جمال
- نجوى فؤاد
- نعيمة عاكف
- نسرين توبكابي[الإنجليزية]
- سامية جمال
- سيرينا ويلسون
- سهير زكي
- تحية كاريوكا
- زينات علوي